# Бокейханов, Махамбет Нурмухамедулы
Махамбе́т Нурмухаме́дулы́ Бокейха́нов (каз. Махамбет Нұрмұхаметұлы Бөкейханов; 1890, Жанибекский район, Западно-Казахстанская область — 1937) — казахский кюйши-композитор. Один из участников создания казахского оркестра народных инструментов. Художественный руководитель, дирижёр, концертмейстер, солист этого оркестра. Кюи народных композиторов в исполнении Бокейханова вошли в сборник «500 песен и кюев казахского народа» (сост. А. В. Затаевич). Среди них: «Байжұма», «Бұлбұл», «Ойбай, балам», «Жошы», «Шора» и др. Сочиненные кюи: «Жаңа аул», «Би күйi» и др. В 1937 году Бокейханов был репрессирован и расстрелян. В 1957 реабилитирован.